# La Maison-Dieu
La Maison-Dieu är en kommun i departementet Nièvre i regionen Bourgogne-Franche-Comté i de centrala delarna av Frankrike. Kommunen ligger i kantonen Tannay som tillhör arrondissementet Clamecy. År 2022 hade La Maison-Dieu 113 invånare.

## Befolkningsutveckling
Antalet invånare i kommunen La Maison-Dieu
| Referens: INSEE |